# Aspitates canaria
Aspitates canaria är en fjärilsart som beskrevs av Hans Rebel. Aspitates canaria ingår i släktet Aspitates och familjen mätare. Inga underarter finns listade i Catalogue of Life.